# Saint-Jean-d’Ormont
Saint-Jean-d’Ormont – miejscowość i gmina we Francji, w regionie Grand Est, w departamencie Wogezy.
Według danych na rok 1990 gminę zamieszkiwało 195 osób, a gęstość zaludnienia wynosiła 37 osób/km² (wśród 2335 gmin Lotaryngii Saint-Jean-d’Ormont plasuje się na 850. miejscu pod względem liczby ludności, natomiast pod względem powierzchni na miejscu 985.).